# An-Naqura
An-Naqura, en arabe : الناقوره, est un village du gouvernorat de Naplouse en Palestine, situé à 10 km au nord-ouest de Naplouse, au centre de la Cisjordanie.
Selon le recensement du bureau central palestinien des statistiques, la localité compte une population de 1 786 habitants en 2017.